# Черешенка (Черновицкая область)
Чере́шенка (укр. Черешенька) — село в Вижницкой городской общине Вижницкого района Черновицкой области Украины.
Население по переписи 2001 года составляло 1084 человека. Почтовый индекс — 59207. Телефонный код — 3730. Код КОАТУУ — 7320585501.